# 비쥬츄!
비쥬 츄!는 2013년 8월 11일부터 NHK 교육 텔레비전에서 방송되고있는 미술 관련 텔레비전 프로그램이다.

## 해설
세계 미술을 독특한 노래와 애니메이션으로 소개하는 프로그램이다. 일본의 회화 세계 회화 입체물의 3장르에서 유명한 미술 작품을 테마로 한 1분 반 정도의 원곡을 방영 매번 5분간 프로그램에서 원곡 → 노래 · 작품 취지 설명 → 원곡 (코러스 포함)의 구성으로 소개한다.
일요일 미술관 등을 담당하는 NHK 에듀케이셔널의 倉森쿄코가 기획, 미술 프로그램을 고상한 생각하는 사람이 많기 때문에 미술의 입구가되는 프로그램을 검토했다. 倉森이 다른 프로그램에서 영상 작가 의 이노우에 료와 만나 "귀에 남아 잊혀지지 않는 멋 스러움이있다"고 직관적으로 마음 제안을 했다고 한다.
영상은 작사 · 작곡 · 노래 · 애니메이션의 모든 것을 이노우에가 제작하고 작품을 진지하게 관찰하고 감상이나 모사를 끌림 된 점을 클로즈업하는 형태로 묘사 1 개당 평균 300-500 장을 수공하고 대체로 달 1 개의 신작을 방송 고흐 '해바라기'를 타와 명도를 특급 열차, 다와 라야宗達"풍신 뇌신도 병풍"을 약속 장소에 뛰어든 두 명에게 보자면 등의 기상천외 한 발상으로 그려진다.

## 직원
- 출연 · 작사 · 작곡 · 노래 · 애니메이션 : 이노우에 료
- 출연 : DJ 된장국와 MC 밥[1]
- 코러스 : 졸리 라쟈즈 - 남자 목소리 아카펠라 코러스 그룹. 요시오카 히로 시행 과柿沼구오 이 참가한다.
- 코러스 편곡 : 요시오카 히로 시행
- 제작 : NHK 에듀케이셔널
- 제작 · 저작 : NHK